# Mitsubishi Pistachio
Der Mitsubishi Pistachio (~Pistazie) ist ein von Mitsubishi Motors im Dezember 1999 auf der Plattform des Mitsubishi Minica produzierter dreitüriger Kleinstwagen. Nur 50 Exemplare wurden entweder in Zitronengelb oder Loire-Grün zu einem Preis von ¥ 959.000 an lokale Behörden und öffentliche Körperschaften verkauft. Angetrieben wurde er von einem 1094 cm³ großen 4A31-DOHC-16V-Direkteinspritzer-Ottomotor mit 54 kW bzw. 73 PS Leistung bei 6000/min und einem maximalen Drehmoment von 100 Nm bei 4000/min. Er wurde entworfen, um den Kraftstoffverbrauch zu minimieren und ebenso die Schadstoffemissionen. Der Pistachio hatte 700 kg Leergewicht, leichte Aluminiumräder mit 135/80 R13-Reifen, elektrische Servolenkung, aus Edelstahl hergestellte Auspuffkrümmer, eine Aluminiummotorhaube und dünnwandige Verglasung rundum. Neben der Mitsubishi-GDI-Technologie hatte er auch ein Start-Stopp-System, das den Motor abschaltete, während das Fahrzeug stand und automatisch neu startete, wenn die Kupplung gedrückt wurde.